# Campionatele Europene de tenis de masă din 2016
Campionatele Europene de tenis de masă din 2016 au avut loc la Budapesta, Ungaria în perioada 18-23 octombrie 2016. Concursul a avut loc la Tüskecsarnok.

## Rezumat medalii

### Masculin
| Probă  | Aur                                                       | Argint                             | Bronz                                       |
| Simplu | Emmanuel Lebesson Franța                                  | Simon Gauzy Franța                 | Jakub Dyjas Polonia                         |
| Simplu | Emmanuel Lebesson Franța                                  | Simon Gauzy Franța                 | Timo Boll Germania                          |
| Dublu  | Patrick Franziska / Jonathan Groth · Germania / Danemarca | Jakub Dyjas / Daniel Górak Polonia | Kristian Karlsson / Mattias Karlsson Suedia |
| Dublu  | Patrick Franziska / Jonathan Groth · Germania / Danemarca | Jakub Dyjas / Daniel Górak Polonia | Tiago Apolónia / João Geraldo Portugalia    |

### Feminin
| Probă  | Aur                                          | Argint                                | Bronz                                                |
| Simplu | Melek Hu Turcia                              | Yu Fu Portugalia                      | Li Jie Țările de Jos                                 |
| Simplu | Melek Hu Turcia                              | Yu Fu Portugalia                      | Elizabeta Samara · România                           |
| Dublu  | Kristin Silbereisen / Sabine Winter Germania | Shan Xiaona / Petrissa Solja Germania | Dóra Madarász / Szandra Pergel Ungaria               |
| Dublu  | Kristin Silbereisen / Sabine Winter Germania | Shan Xiaona / Petrissa Solja Germania | Daniela Monteiro Dodean / Elizabeta Samara · România |

### Mixt
| Probă | Aur                                                            | Argint                                   | Bronz                                                        |
| Dublu | João Monteiro / Daniela Monteiro Dodean · Portugalia / România | Mattias Karlsson / Matilda Ekholm Suedia | Aleksandar Karakašević / Rūta Paškauskienė Serbia / Lituania |
| Dublu | João Monteiro / Daniela Monteiro Dodean · Portugalia / România | Mattias Karlsson / Matilda Ekholm Suedia | Ovidiu Ionescu / Bernadette Szőcs · România                  |

## Tabel de medalii
| Poz | Țară          | Aur | Argint | Bronz | Total |
| --- | ------------- | --- | ------ | ----- | ----- |
| 1.  | Germania      | 1,5 | 1      | 1     | 3,5   |
| 2.  | Franța        | 1   | 1      | 0     | 2     |
| 3.  | Turcia        | 1   | 0      | 0     | 1     |
| 4.  | Portugalia    | 0,5 | 1      | 1     | 2,5   |
| 5.  | România       | 0,5 | 0      | 3     | 3,5   |
| 6.  | Danemarca     | 0,5 | 0      | 0,5   | 0,5   |
| 7.  | Polonia       | 0   | 1      | 1     | 2     |
| 7.  | Suedia        | 0   | 1      | 1     | 2     |
| 9.  | Ungaria       | 0   | 0      | 1     | 1     |
| 9.  | Țările de Jos | 0   | 0      | 1     | 1     |
| 11. | Lituania      | 0   | 0      | 0,5   | 0,5   |
| 11. | Serbia        | 0   | 0      | 0,5   | 0,5   |